# Pseudoliparis amblystomopsis
Pseudoliparis amblystomopsis je druh hlubokomořské ryby z čeledi terčovkovitých. Prvně byl popsán v roce 1955 sovětským ichtyologem Andrijaševem.
V říjnu 2008 tým vědců z Oceanlabu Aberdeenské univerzity a z Oceánského výzkumného ústavu Tokijské univerzity objevil hejno Pseudoliparis amblystomopsis v hloubce 7,7 km v Japonském příkopu. Do prosince 2014 to byly nejhlouběji natočené žijící ryby. I přes tuto hloubku jsou mimořádně aktivní.
Ryba je průměrně 30 cm dlouhá. Protože ryby žijí v naprosté tmě v hlubinách oceánu, používají k orientaci a k vyhledávání potravy smyslové receptory na rypci vnímající vibrace. Vyskytuje se v severozápadní části Tichého oceánu.